# 정원엔시스
정원엔시스는 대한민국의 기업용 시스템 구축 및 통합과 솔루션 개발, 공급 기업이다.

## 논란
2014년 재무팀 과장이 자기자본의 27%에 달하는 회사 돈 54억원을 빼돌린 혐의로 징역 8년형을 선고받았다.
1990년대 초반 재계 순위 50위권에 오르며 연매출 1조원을 넘었으나 IMF 외환위기 사태를 겪고, 분식회계로 인한 수천억원대 사기대출 혐의가 적발되어 파산한 갑을그룹 의 박창호 전 회장이 최대주주로 있다.